# Філіп Фрідріх Ґмелін
Філіп Фрідріх Ґмелін (19 серпня 1721 — 9 травня 1768) — професор ботаніки та хімії. Він вивчав хімію сурми і писав тексти про панкреатичні протоки, мінеральні води та ботаніку.
Філіп Фрідріх Ґмелін був братом відомого мандрівника Йоганна Ґеорґа Ґмеліна. Він отримав ступінь магістра в 1742 році в Тюбінгенському університеті під керівництвом Бурхарда Маухарта.
У 1758 році він був обраний членом Королівського товариства  .
Він був батьком натураліста Йоганна Фрідріха Ґмеліна.

## Праці
- Otia botanica (лат.). Tübingen: Christoph Heinrich Berger. 1760.